# USS Ammonusuc (AOG-23)
USS Ammonusuc (AOG-23) był amerykańskim tankowcem typu Mettawee z okresu II wojny światowej.
Stępkę jednostki, pod oznaczeniem MC hull 1520, położono 23 listopada 1943 w stoczni East Coast Shipyard Inc. w Bayonne (stan New Jersey). Zwodowano go 25 marca 1944, matką chrzestną była Helen T. Clark. Jednostka została wyczarterowana przez US Navy 18 maja 1944 i weszła do służby 19 maja 1944, pierwszym dowódcą został Lt. (jg.) Lester F. Baker, USCG.

## Służba w czasie II wojny światowej
Nowy zbiornikowiec został wyposażony w New York Navy Yard i wypłynął 11 sierpnia do Norfolk. Okręt wrócił do Nowego Jorku 5 września by zabrać ładunek benzyny lotniczej i ropy. Wyszedł w rejs w konwoju płynącym do Guantanamo Bay. Grupa jednostek przeszła przez huragan zanim dotarła bezpiecznie na wody kubańskie 17 września. Cztery dni później tankowiec udał się do Strefy Kanału Panamskiego. Do Coco Solo dotarł 25 września. Po wyładowaniu ładunku przeszedł przez Kanał Panamski i zgłosił się do służby w 8 Eskadrze Service Force Floty Pacyfiku. Okręt popłynął do San Diego i dotarł do tego portu 12 października. Po małych naprawach jednostka wyszła w rejs na Hawaje.

### Operacje wojenne na Pacyfiku
"Ammonusuc" dotarł do Pearl Harbor 6 listopada i krótko potem wyszedł w rejs do Johnston Island przewożąc kilka tysięcy beczek benzyny lotniczej przeznaczonej dla bazy nabrzeżnej. Okręt wyładował ładunek i wrócił na Hawaje w grudniu. Ostatniego dnia 1944 zbiornikowiec wypłynął w konwoju w kierunku Marianów. Po przystankach na Kwajalein i Eniwetok okręt dotarł na Saipan 11 lutego 1945. W kolejnych miesiącach okręt krążył pomiędzy Saipanem i Iwo Jimą przewożąc ropę i benzynę lotniczą wspierając operacje sił lotniczych.

## Działania powojenne
Po zakończeniu walk w połowie sierpnia 1945 "Ammonusuc" przewiózł materiały medyczne i inne zapasy do Chichi-jima. Na Saipan wrócił 8 stycznia 1946. Po remoncie wyszedł w rejs do zachodniego wybrzeża USA. Do San Francisco dotarł 8 marca. Okręt wszedł do stoczni Colbert Boat Works w Stockton (Kalifornia) w celu dalszego remontu. Po zakończeniu prób stoczniowych wyszedł z San Francisco Bay 17 kwietnia w konwoju płynącym do Strefy Kanału Panamskiego.
Okręt dotarł do Balboa 5 maja, przeszedł przez Kanał Panamski i popłynął samotnie do Nowego Orleanu. Dotarł tam 14 maja i przekazał amunicję i zapasy do magazynu marynarki.

## Wycofanie ze służby
Po okresie dezaktywacji "Ammonusuc" został wycofany ze służby w Nowym Orleanie 4 czerwca 1946. Został skreślony z listy jednostek floty 23 kwietnia 1947. Okręt został przekazany Maritime Commission 9 marca 1948. Sprzedany w tym samym roku do służby cywilnej. Dalsze losy nieznane.